# Pedro Nicomedes Campos de Orellana
Pedro Leoncio Nicomedes Campos de Orellana Calvo Pareja Granda y Madroñera (La Haba, 1815-La Haba, 1887) fue un político español. Ostentó el título nobiliario de primer conde de Campos de Orellana.

## Biografía
Nacido el 12 de septiembre de 1815 en la villa pacense de La Haba, hijo de Pedro Pablo José Clemente Campos de Orellana Granda Malfeito y Díaz de Quintana, poseedor de los mayorazgos de Valdivia, Campos de Orellana y Dávila, fundados en 1680, 1792 y 1796 respectivamente. Estudió en la Universidad de Sevilla y ya desde joven participó en política, ya fuera como alcalde de La Haba, bien como diputado provincial. A finales de la década de 1850 se estrenó como diputado, cargo que repitió en varios periodos del reinado de Isabel II, el Sexenio Democrático y en las primeras Cortes de la Restauración, en 1876, hasta que en 1877 pasó al Senado, donde fue elegido durante varias legislaturas seguidas. En 1878 el rey Alfonso XII le concedió el título de conde de Campos de Orellana. Falleció en su localidad natal el 4 de junio de 1887.